# Poker (film)
Poker je slovenski dramski film iz leta 2001 v režiji in po scenariju Vincija Vogue Anžlovarja. Borut se zaplete v kruto igro za življenje, polno preobratov in krvavih obračunov. Pavle Ravnohrib in Borut Veselko sta bila na Festivalu slovenskega filma nagrajena z vesno na najboljšo moško glavno vlogo. 

## Igralci
- Vinci Vogue Anžlovar kot Angel
- Urša Božič kot Vesna
- Branko Đurić
- Boris Kos kot Matjaž
- Roberto Magnifico kot Duro
- Vlado Novak kot krojač
- Primož Petkovšek
- Pavle Ravnohrib kot Pavle
- Aljoša Rebolj kot Aljoša
- Borut Veselko kot Borut